# هوسپ آرغوتیان
هوسپ آرغوتیان (ارمنی: Յովսէփ Արղութեան; انگلیسی: Hovsep Arghutian؛ زاده ۱۸۶۳ – درگذشته ۱۵ اکتبر ۱۹۲۵) یک فرد نظامی، سیاستمدار و دیپلمات اهل ارمنستان بود. سرهنگ آرغوتیان در راس هنگ سواره‌نظام خود در یک عملیات رزمی، آلتی را به تصرف درآورد.

## زندگی‌نامه

در یک خانواده آریستوکرات در ساناهین، فرمانداری الیزابت‌پول، امپراتوری روسیه به دنیا آمد. خانواده وی از اعقاب خانواده اشرافی ارمنی Argutinsky-Dolgorukov بودند. آرغوتیان از مدرسه نرسیسیان در تفلیس فارغ‌التحصیل شد و در مدرسه‌ای در استپاناوان ارمنستان به معلمی پرداخت. در اواخر دهه ۱۸۸۰ به جنبش آزادی بخش ملی ارمنی پیوست. در سال ۱۸۸۹ او به ارمنستان غربی رفت و با گروه‌های فدایی ارمنی و آرابو همکاری نمود. در سال ۱۸۹۷ او در تهاجم خاناسور شرکت نمود.
سپس او به یک شهروند روسیه توسط مقامات ایرانی دستگیر شد و به وولوگدا (روسیه) فرستاده شد اما به زودی آزاد گشت. آرغوتیان یکی از سازمان دهندگان مدافعان ارمنی در دوران کشتار ارمنی-تاتار ۱۹۰۵–۱۹۰۷ بود. آرغوتیان همچنین یکی از فرماندهانی بود که داوطلبان ارمنی را در دوران جنگ جهانی اول رهبری نمود.
او یک فعال فدراسیون انقلابی ارمنی در سال ۱۹۱۹ به عضو مجلس ارمنستان درآمد و سپس سفیر نخستین جمهوری ارمنستان در ایران شد.
در سال ۱۹۲۲ وی به فرانسه نقل مکان نمود. سه سال بعد او در پاریس درگذشت.